# Béguey
Béguey es una comuna y población de Francia, en la región de Aquitania, departamento de Gironda, en el distrito de Burdeos. Pertenece al Cantón de Cadillac.
Su población en el censo de 1999 era de 916 habitantes.
Está integrada en la Communauté de communes des Coteaux de Garonne.

## Demografía
| 967 | 974 | 1054 | 866 | 910 | 916 |
| Para los censos de 1962 a 1999 la población legal corresponde a la población sin duplicidades (Fuente: INSEE [Consultar]) |     |      |     |     |     |

### Personalidades
- El pintor Xavier Desparmet-Fitzgerald nació en Béguey en 1861, y murió en Hendaya en 1941. Varias de sus obras son expuestas en el Museo de las Bellas Artes de Burdeos y el Museo Vasco de Bayona.

- Pierre Laffitte nació en Béguey el 21 de febrero de 1823. Fue honrado por los habitantes de la comuna con la construcción en 1996 de un busto a su efigie en la plaza que actualmente lleva su nombre.